# ترت-بوتیل هیدروپراکسید
ترت-بوتیل هیدروپراکسید (به انگلیسی: Tert-Butyl hydroperoxide) یک ترکیب شیمیایی با شناسه پاب‌کم ۶۴۱۰ است. شکل ظاهری این ترکیب، مایع بی‌رنگ است.